# USS Missouri (BB-63)
USS Missouri (BB-63) byla bitevní loď amerického námořnictva, postavená během druhé světové války a sloužící až do doby války v Perském zálivu. Šlo o předposlední dokončenou loď třídy Iowa.
Missouri se stala jednou z posledních bitevních lodí postavenou v USA. Na její palubě byla 2. září 1945 podepsána kapitulace Japonska, která ukončila druhou světovou válku.
Missouri byla objednána v roce 1940 a dokončena v červnu 1944. Během Války v Tichomoří se účastnila bitev o Iwodžimu a Okinawu, kde ostřelovala japonské ostrovy. Byla také nasazena do bojů během Korejské války v letech 1950 až 1953. V roce 1955 byla vyřazena a převedena do rezerv amerického námořnictva. Během roku 1984 byla modernizována a následně se zúčastnila jako podpůrná loď Války v zálivu.
Missouri obdržela celkem 11 hvězd (vyznamenání) za službu ve druhé světové válce, v Koreji a ve válce v Zálivu. Vyřazena byla 31. března 1992, zůstala však v registru amerického námořnictva až do ledna 1995, kdy byla vyškrtnuta ze seznamu. V roce 1998 se za přispění USS Missouri Memorial Association stala muzeem v Pearl Harboru na Havaji.

## Stavba

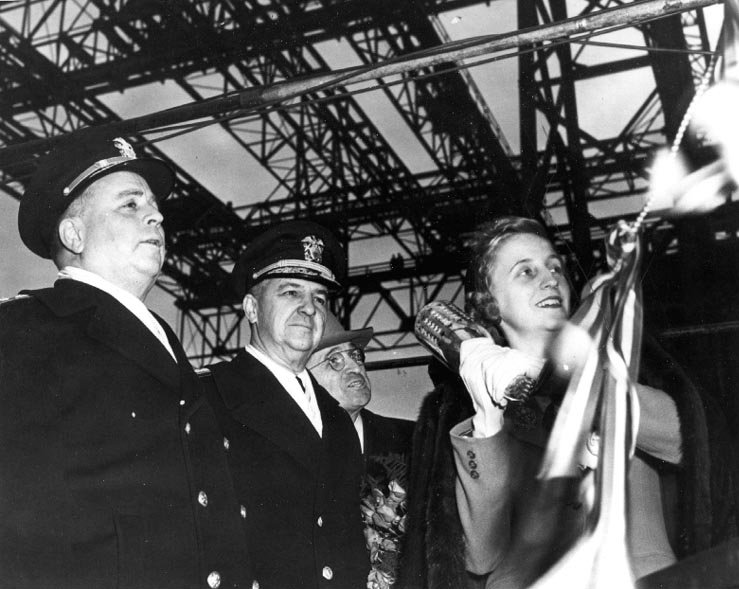
Křest lodi, zleva admirál Monroe R. Kelly, admirál Sherman S. Kennedy, senátor za Missouri Harry S. Truman s dcerou Margaret

Byla jednou z „rychlých“ bitevních lodí třídy Iowa navržených v roce 1938 v projekční kanceláři Úřadu pro výstavby a opravy lodí. Spuštění na vodu proběhlo 29. ledna 1944 a uvedení do služby 11. června 1944. Loď byla třetí a zároveň poslední dokončenou bitevní lodí třídy Iowa amerického námořnictva. Loď pokřtila Mary Margaret Truman, dcera Harry S. Trumana, tehdejšího senátora za stát Missouri.

## Druhá světová válka (1944–1945)

### Spuštění a služba u Task Force 58, admirál Mitscher

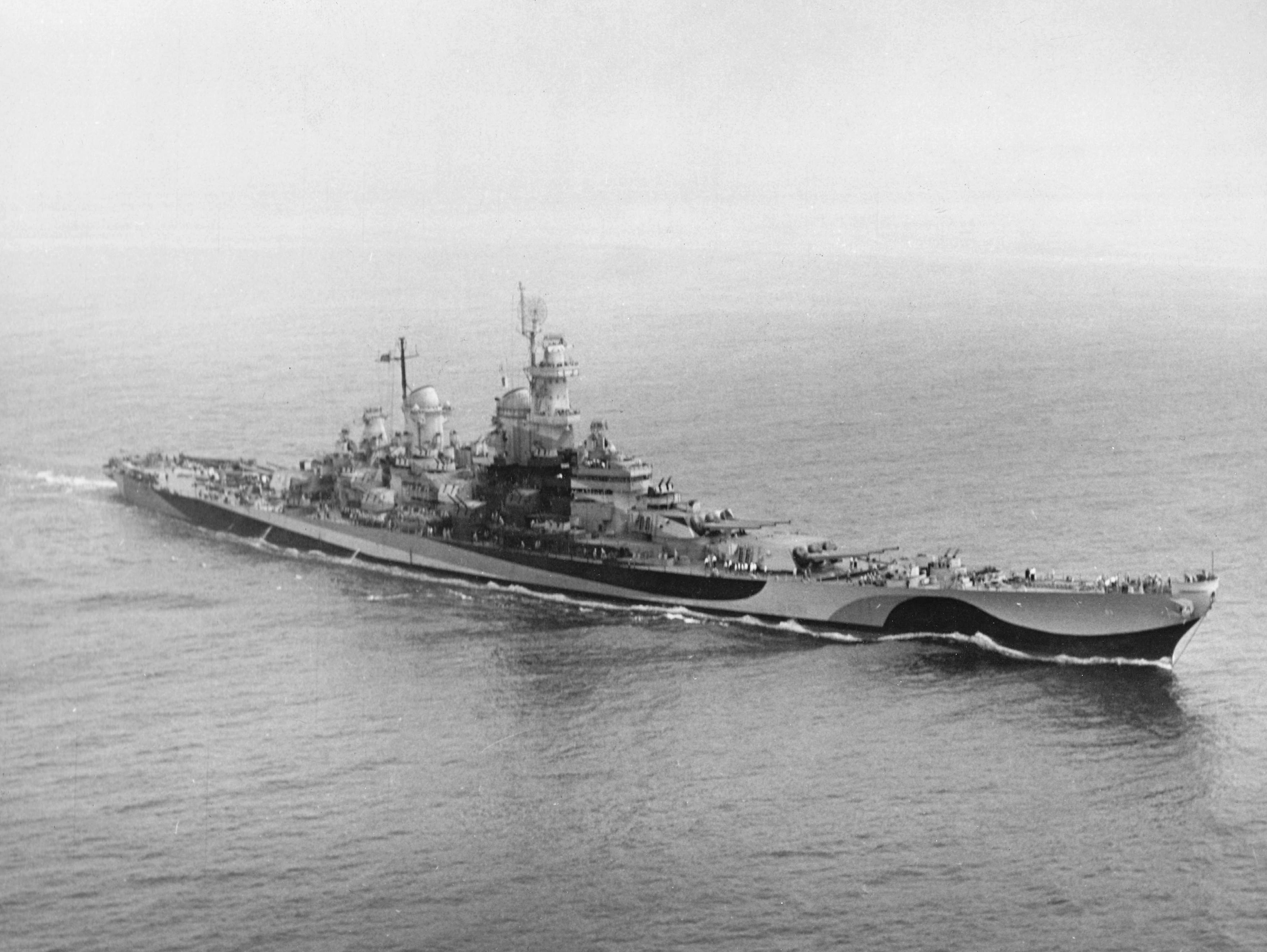
USS Missouri v srpnu 1944

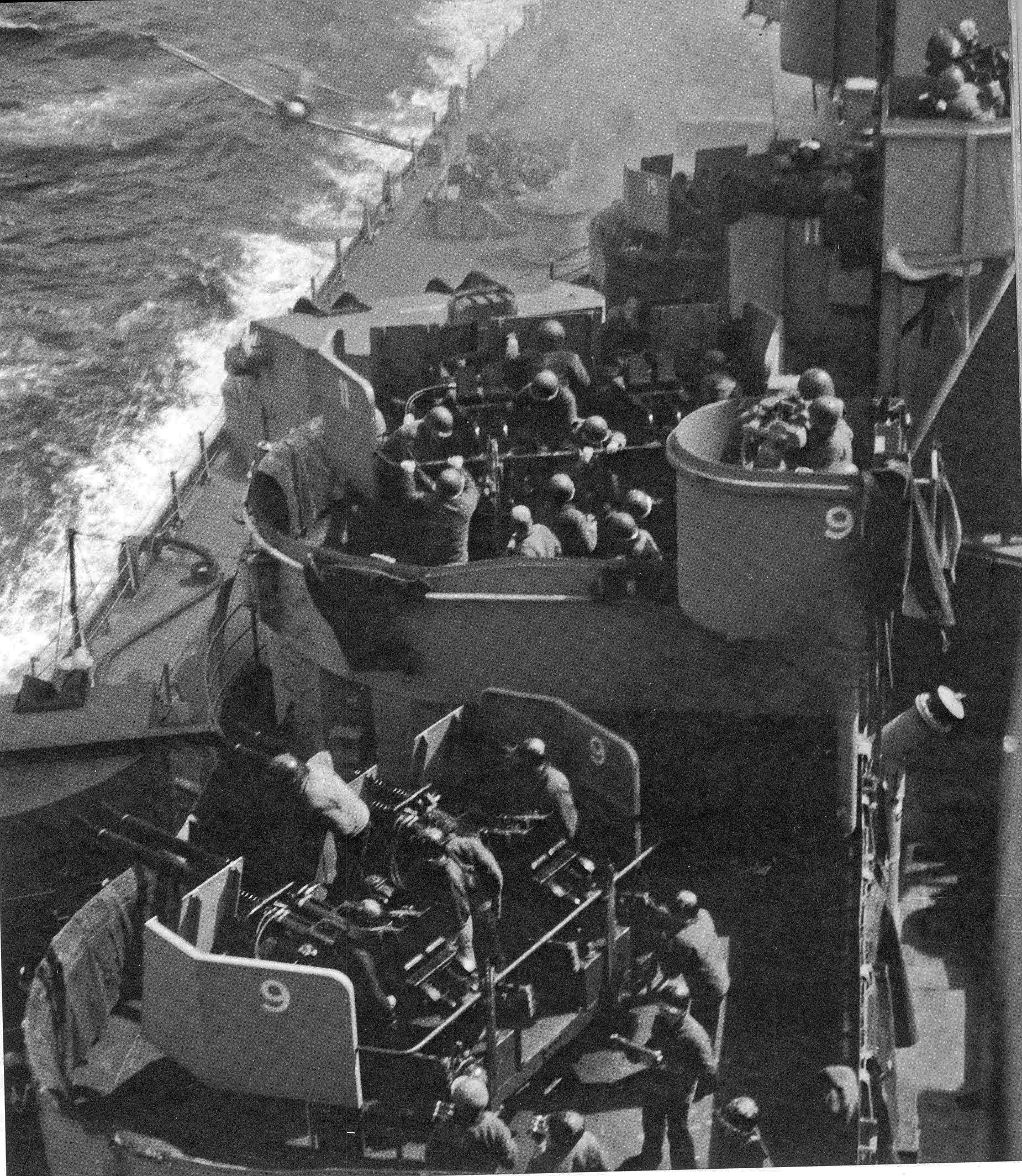
Japonské Zero útočící na Missouri

Po vstupních testech v zátoce Chesapeake odplula Missouri 11. listopadu 1944 z námořní základny Norfolk přes Panamský průplav a dorazila 18. listopadu do San Francisca na závěrečné testy jako vlajková loď. 14. prosince opustila San Francisco Bay a 24. prosince doplula do Pearl Harboru na Havaji. Z Havaje odplula 2. ledna 1945 a 13. ledna 1945 dorazila do Ulithi v souostroví Karolíny, kde se nacházelo hlavní velitelství viceadmirála Marc Mitschera. Bitevní loď nastoupila službu 27. ledna 1945 na ochranu letadlové lodi USS Lexington (CV-16). 16. února letadlová loď USS Lexington zahájila první letecký úder, který se proti Japonsku uskutečnil od známého Doolittlova náletu z letadlové lodi USS Hornet v dubnu 1942.
Missouri doprovázela letadlové lodě na Iwodžimu, kde její děla prováděla neustálou palebnou podporu v bitvě o Iwodžimu, která začala 19. února 1945. Poté se 5. března vrátila na Ulithi a byla přiřazena ke skupině letadlové lodě USS Yorktown. 14. března odplula Missouri s letadlovými loděmi k provedení útoku na japonskou pevninu. První boje ve Vnitřním moři započaly 18. března, kdy Missouri sestřelila 4 japonská letadla.
Útoky proti letištím a námořním základnám pokračovaly ve Vnitřním moři na jihozápadě ostrova Honšú. Během japonského útoku 80 km od japonského území zasáhly 2 bomby palubní hangár a záď letadlové lodě USS Franklin. Křižník USS Pittsburgh vzal USS Franklin na lano a táhl jej rychlostí až 26 km/h. Skupina kolem Missouri chránila tyto dvě lodě až do přístavu na atolu Ulithi, kde přistály 22. března.
Poté se Missouri přidala k úderné skupině bitevních lodí, které 24. března zaútočily na jihovýchodní pobřeží Okinawy a provedly předinvazní útok, který předcházel vylodění na západní straně ostrova. Missouri se pak přidala k ochraně letadlových lodí při bitvě o Okinawu, jež začala 1. dubna. Letadla z letadlových lodí zničila 7. dubna japonské jednotky při jejich operaci Ten-gó vedené bitevní lodí Jamato. Největší bitevní loď na světě Jamato byla potopena zásahy torpéd. Tři torpédoborce nepřítele byly těžce poškozeny a potopeny. Čtyři zbývající torpédoborce, kterým se podařilo uniknout, byly vyřazeny z bojů v Sasebo u Nagasaki.
11. dubna se nízkoletící útočící kamikaze zřítilo na palubu Missouri daleko od nádrží s palivem, takže loď měla jen malé škody, a oheň se podařilo rychle zlikvidovat. Pilotovo tělo bylo později objeveno u jednoho děla. Kapitán William M. Callaghan rozhodl, že pilot bude pohřben se všemi vojenskými poctami. S tím ale celá posádka nesouhlasila, protože to byl nepřátelský pilot a pokusil se je zabít. Následující den byl se všemi poctami pohřben do moře. Malé poškození lodě (promáčknutí) bylo na lodi zachováno dodnes.
Kolem 23:05 dne 17. dubna 1945 Missouri objevila nepřátelskou ponorku 19 km od její formace. Zprávu předala letadlové lodi USS Bataan a čtyřem torpédoborcům, které japonskou ponorku I-56 potopily. 
Missouri byla 5. května detašována ze skupiny letadlových lodí u Okinawy na základnu Ulithi. Během operací u Okinawy sestřelila 5 nepřátelských letadel a asistovala u zničení šesti dalších. Pomáhala se svou skupinou letadlových lodí při 12 denních a 4 nočních útocích. Její bombardování pobřeží zničilo několik velitelských a průmyslových objektů, děl a jiných vojenských zařízení.

### Služba u 3. floty admirála Halseyho
Missouri připlula na Ulithi 9. května 1945 a poté dorazila 18. května do Apra Harbor na Guamu. William F. Halsey dosáhl během 2. světové války hodnosti čtyřhvězdičkového admirála. V prosinci 1945, čtyři měsíce po oficiální kapitulaci Japonska, byl jmenován hlavním admirálem americké floty a obdržel svou pátou admirálskou hvězdu. Missouri opustila přístav 21. května a 27. května byla opět zapojena do bombardování pobřeží proti japonským pozicím na Okinawě. Missouri nyní byla vlajkovou lodí 3. floty v útocích na letiště a její zařízení na Kjúšú během 2. a 3. června. Flota znovu zaútočila na Kjúšú 8. června, poté odjela na ostrov Leyte. 13. června 1945 dorazila do zálivu San Pedro, po 3 měsíce probíhajících operacích v Bitvě o Okinawu.
Zde byla připravována na vedení silné 3. floty k útoku na srdce Japonska. Flota nabrala kurz na sever 8. července směrem na hlavní japonský ostrov Honšú. 10. července provedli Američané překvapivý nálet na Tokio, následovaný větší devastací infrastruktury 13. a 14. července na ostrovech Honšú a Hokkaidó. První námořní odstřelování zničilo mnoho důležitých zařízení ve vnitrozemí. Když se 15. července přidala Missouri, zničila ocelárnu Nihon a železárnu Wanishi ve městě Muroran na ostrově Hokkaidó.
Během nocí 17. a 18. července Missouri bombarduje průmyslové cíle na Honšú. Letecké útoky ve Vnitřním moři pokračovaly během 25. července 1945 a Missouri chránila letadlové lodě, které útočily na japonské hlavní město. Missouri vedla flotu v kontrole japonského vzdušného a mořského prostoru.

### Podepsání kapitulace Japonska

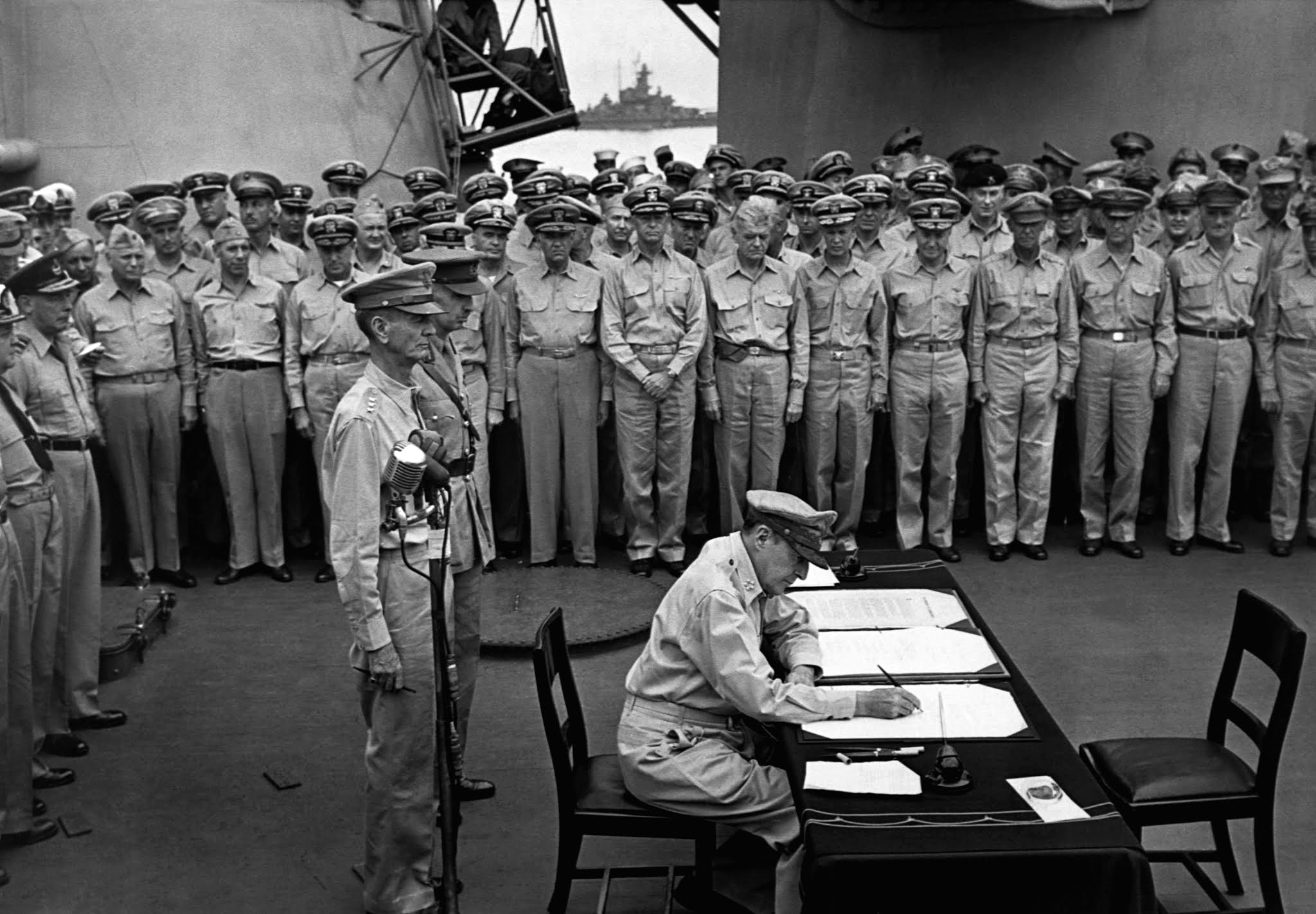
Spojenečtí námořníci a důstojníci sledují generála Douglase MacArthura, který podepisuje kapitulační dokumenty během vítězného ceremoniálu na palubě lodi Missouri 2. září 1945. Bezpodmínečná kapitulace Japonska oficiálně ukončila 2. světovou válku

Útoky na Hokkaidó a na severu ostrova Honšú pokračovaly 9. srpna, v den kdy byla svržena druhá atomová bomba. 10. srpna ve 20:54 hod. byli námořníci na Missouri seznámeni s neoficiální zprávou, že je Japonsko připraveno jednat o příměří. S jedinou podmínkou, že japonský císař Hirohito nebude kompromitován a zůstane mu stejná moc jako dosud. 15. srpna v 7:45 hod. byla potvrzena bezpodmínečná kapitulace Japonska americkým prezidentem Harry S. Trumanem.
Missouri vplulo do Tokijského zálivu ráno 29. srpna k přípravě na podepsání kapitulace Japonska.
Vysoce postavení spojenečtí představitelé se nalodili 2. září, zahrnující čínského generála Hsu Yung-Ch'ang, britského admirála Sira Bruce Frasera, sovětského generálporučíka Kuzmu Nikolajeviče Derevjanka, australského generála Sira Thomase Blameyho, kanadského plukovníka Lawrence Moore Cosgrave, francouzského generála armády Philippe Leclerc de Hauteclocque, holandského viceadmirála Conrad Emil Lambert Helfrich a novozélandského maršála letectva Leonard M. Isitt.
Admirál loďstva Chester Nimitz se nalodil krátce po 8. hodině a generál armády vrchní spojenecký velitel Douglas MacArthur v 8:43. Japonští zástupci, vedení ministrem zahraničí Mamoru Šigemicu připluli v 8:56. V 9:02 hodin započal generál MacArthur 23. minutový kapitulační ceremoniál před řadou mikrofonů.
Během kapitulačního ceremoniálu byl stůl na Missouri ozdoben americkou vlajkou s 31 hvězdami, jaká byla na palubě lodi komodora Matthewa Calbraitha Perryho. Ten v roce 1853 se svojí flotilou „černých lodí“ připlul do Tokijského zálivu a přinutil Japonské šogunství otevřít své přístavy k mezinárodnímu obchodu.
V 9:30 hod. japonští vyslanci odjeli. Odpoledne 5. září admirál Halsey přenesl tuto vlajku na bitevní loď USS South Dakota (BB-57) a brzo ráno další den Missouri opustila Tokijský záliv. Jako součást operace Magic Carpet vysadila pasažéry na Guamu, poté odplula na Havaj. 20. září dorazila do Pearl Harboru.

### Zajímavosti
V roce 1989 na této lodi natočila zpěvačka Cher svůj slavný videoklip k písni - If I Could Turn Back Time a to za přítomnosti všech sloužících námořníků. Klip zaznamenal obrovský úspěch u diváků. Zajímavostí je, že od té doby se klipy na bitevních lodí USA natáčet již nesmí.
Missouri se objevila i v kinematografii, když byla v celkovém záběru nasnímána pro film z roku 1992 Přepadení v Pacifiku se Stevenem Seagalem a Tommy Lee Jonesem v hlavních rolích. Přestože se na ní odehrával celý děj, snímek byl natočen na tehdy již vyřazené americké lodi Alabama.
V roce 2012 byla Missouri jednou z hlavních postav filmu Bitevní loď.